# Cornell Lab of Ornithology
Koordinaten: 42° 48′ 0″ N, 76° 45′ 11″ W

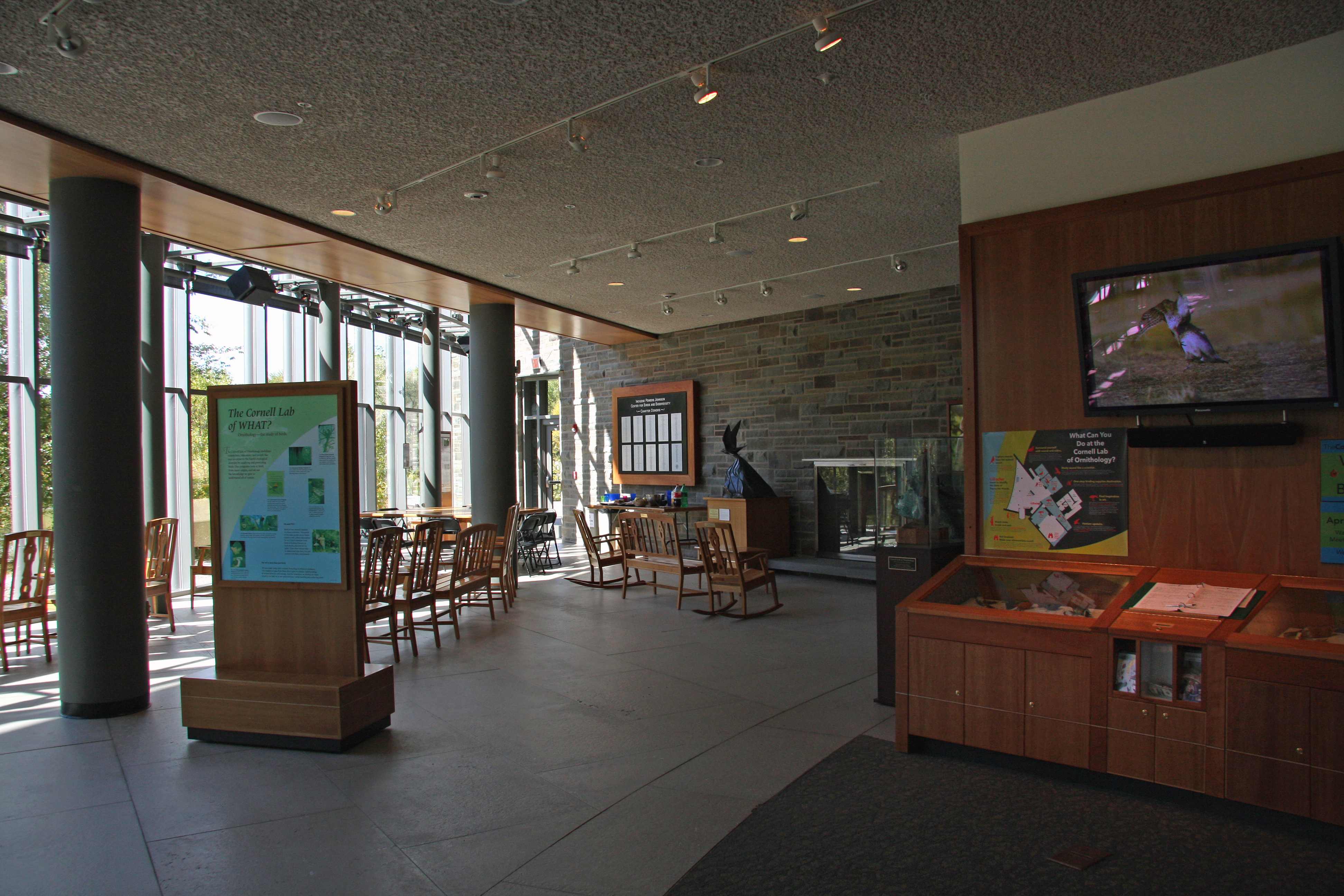
Eingangshalle des Cornell Lab of Ornithology

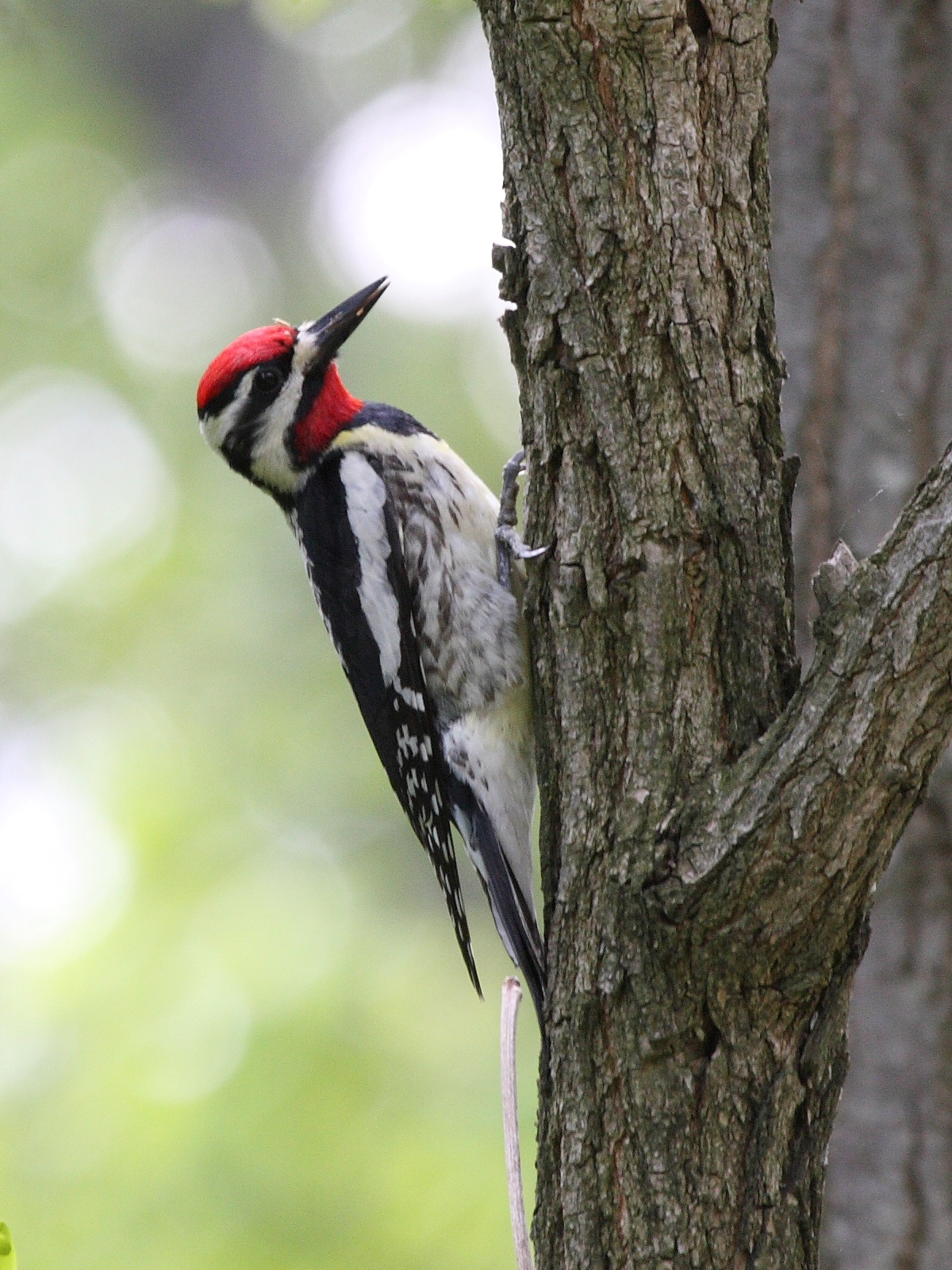
Das Gelbbauch-Saftlecker ziert das Logo des Cornell Lab of Ornithology

Das Cornell Lab of Ornithology ist eine Non-Profit-Organisation der Cornell University in Ithaca, New York, die Vögel und andere Wildtiere studiert. Sie ist seit 2003 im Imogene Powers Johnson Center for Birds and Biodiversity im Sapsucker Woods Sanctuary untergebracht. Ungefähr 250 Wissenschaftler, Professoren, Mitarbeiter und Studenten arbeiten in einer Vielzahl von Programmen, die sich der Zielsetzung des Labors widmen: die Erforschung und Erhaltung der biologischen Vielfalt durch Wissenschaft, Bildung und Citizen Science mit Schwerpunkt auf Vögeln. Die Arbeit des Labors wird hauptsächlich von seinen 75.000 Mitgliedern unterstützt. Das Cornell Lab veröffentlicht Bücher im Verlag Cornell Lab Publishing Group, eine vierteljährliche Publikation, die Zeitschrift Living Bird und einen monatlichen elektronischen Newsletter. Es verwaltet zahlreiche Citizen-Science-Projekte und Websites, darunter die mit dem Webby Award ausgezeichnete Website All About Birds.

## Geschichte
Das Cornell Lab of Ornithology wurde 1915 von Arthur Augustus Allen gegründet, der sich für die Einrichtung des landesweit ersten Studiengangs für Ornithologie einsetzte. Ursprünglich war das Ornithologielabor in der Abteilung für Entomologie und Limnologie der Universität untergebracht.
Der Vogelbeobachter und Geschäftsmann Lyman Stuart sowie andere Geldgeber und Landbesitzer kauften oder spendeten 1954 Ackerland, das für ein Naturschutzgebiet zur Verfügung gestellt wurde. Stuart half bei der Finanzierung des Baus des ersten Laborgebäudes. 1955 wurde das Cornell Lab of Ornithology eine offizielle Abteilung der Cornell University, und 1957 wurde das erste ornithologische Observatorium des Labors mit einem eigenen Raum für die Bibliothek der Naturklänge fertiggestellt. Der Gründer des Labors, Arthur Allen, hatte bereits im Jahr 1909 mit seinen Kollegen Louis Agassiz Fuertes, James Gutsell und Francis Harper das Gebiet Sapsucker Woods genannt, nachdem er dort den ersten brütenden Gelbbauch-Saftlecker (Sphyrapicus varius) entdeckt hatte, der jemals am Cayuga Lake gemeldet wurde. Dieser Specht ist heute in diesem Gebiet häufig anzutreffen und diente als Vorlage für das Logo des Cornell Labs.

## Organisation
Das Cornell Laboratory ist eine Verwaltungseinheit innerhalb der Cornell University.  Es hat einen separaten 30-köpfigen Verwaltungsrat, der vom Cornell Board of Trustees ernannt wird. Ab dem Finanzjahr 2010 hat das Lab ein jährliches Budget von 20,5 Millionen Dollar und Einnahmen von 21,9 Millionen Dollar. Es hat 18 leitende Mitarbeiter, von denen acht eine Berufung an die Cornell-Fakultät haben.

## Gebäude und Gelände
Das 0,91 km² große Sapsucker Woods Sanctuary umfasst mehr als 6 km an Pfaden, die die Besucher um den Sapsucker Pond herum, auf Holzstegen, durch Feuchtgebiete und den Wald führen. Mehr als 230 Vogelarten wurden im Schutzgebiet registriert. Ungefähr 55.000 Menschen besuchen das Schutzgebiet und die öffentlichen Bereiche des Cornell Labs jedes Jahr.

## Citizen Science
Die Erfassung der Aufzeichnungen von Vogelbeobachtern für die wissenschaftliche Nutzung ist ein Aushängeschild des Labors. Vogelbeobachter jeder Alters- und Kenntnisstufe können zur Datensammlung beitragen, die das Gesamtbild über die Verbreitung und Häufigkeit von Vögeln erfasst. Fast 600.000 Menschen nehmen an den Projekten des Labs teil. Die eBird-Datenbank ermöglicht es Vogelbeobachtern, jede der 10.585 Vogelarten der Erde in einer einzigen wissenschaftlichen Datenbank zu erfassen. Bis Oktober 2020 wurden fast 47,7 Millionen Checklisten erfasst, darunter Beobachtungen von 10.511 Arten.
Die Citizen-Science-Projekte des Cornell Lab finden zu allen Jahreszeiten statt und umfassen Project FeederWatch, NestWatch, Celebrate Urban Birds, Birds in Forested Landscapes, CamClickr, und zwei Projekte in Partnerschaft mit der National Audubon Society: eBird und der Great Backyard Bird Count. Das Cornell Lab betreibt viele Nistkameras, die im Frühjahr Live-Videos von nistenden Vögeln aufnehmen.

## Forschung
Wissenschaftler, Studenten und Gastwissenschaftler des Cornell Labs betreiben viel originelle Forschung in den Bereichen Verhaltensökologie, Naturschutz, Bildung, Evolutionsbiologie, Informationssysteme und Populationsgenetik. Die Ingenieure des Cornell Labs entwickeln auch Hardware- und Software-Tools, die bei der Erforschung der Kommunikation und der Bewegungsmuster von Vögeln und Tieren eingesetzt werden.
Im Evolutionsbiologie-Labor extrahieren Forscher DNA aus lebenden Vögeln oder Exemplaren, um die Beziehungen zwischen den Arten herzuleiten.
Neben vielen Studien und Veröffentlichungen hat die Abteilung Naturschutzbiologie des Cornell Labs auch Leitfäden für Landbesitzer erstellt, die darauf abzielen, die abnehmenden Populationen von Scharlachtangaren, Walddrosseln und anderen Waldvögeln zu erhalten.
Das Labor arbeitete mit der Organisation Partners in Flight zusammen, um schnell abnehmende Arten zu identifizieren und den ersten Erhaltungsplan für nordamerikanische Landvogel zu erstellen. Mitarbeiter des Labors arbeiteten außerdem mit mehreren Partnern zusammen, um im März 2009 den allerersten State of the Birds Report zu erstellen.
Das Neotropical Bird Conservation Program des Labors sammelt Basisdaten über die Vogelpopulationen in Mexiko, wo viele nordamerikanische Vögel überwintern, und unterstützt Mitarbeiter in anderen Ländern mit Schulungen und Ressourcen für den Naturschutz.
In Zusammenarbeit mit dem United States Fish and Wildlife Service leitete das Cornell Lab von 2004 bis 2009 eine wissenschaftliche Suche nach dem Elfenbeinspecht, nach dem es 2004 Hinweise für eine weitere Existenz der Art gegeben hatte.
Die Wissenschaftler des Labors arbeiteten ferner mit Partnern aus Industrie, Behörden und Nichtregierungsorganisationen an der Festlegung von Forschungsschwerpunkten, um die Auswirkungen von Windenergieanlagen auf Vögel und Fledermäuse zu studieren.

## Bioakustik-Forschung
Das Bioacoustics Research Program (BRP) des Labors entwickelt ferngesteuerte Aufnahmegeräte, die von Forschern in Projekten auf der ganzen Welt eingesetzt werden. Diese autonomen Aufnahmeeinheiten (ARUs) bestehen aus einer Festplatte, einem Gehäuse und einem Mikrofonarray, die in einem Wald montiert oder auf dem Meeresboden verankert werden können. ARUs wurden im Elephant Listening Project in Afrika eingesetzt, Studien an Walen, und bei der Suche nach dem Elfenbeinspecht.
Das BRP hat auch ein Klanganalyse-Softwareprogramm mit dem Namen Raven und Raven Lite entwickelt. Ingenieure arbeiten an programmierbaren Funketiketten, um Vögel und andere Tiere über längere Zeiträume zu verfolgen und Vogelwanderungen zu verfolgen.

## Medienarchiv
Seit seinen frühesten Tagen hat das Cornell Lab ein besonderes Interesse an Vogel- und Tiergeräuschen. Der Gründer Arthur Allen und seine Studenten waren Pioniere auf diesem Gebiet und nahmen die ersten Vogelstimmen auf einer Filmtonspur auf.
Die Macaulay Library hat sich seitdem erweitert und ist heute das weltweit führende wissenschaftliche Archiv für naturkundliche Audio-, Video- und Fotoaufnahmen. Die Bibliothek beherbergt über 14 Millionen Audio-, Video- und Fotoaufnahmen. Die Archivare der Macaulay Library führen weiterhin Expeditionen durch, um Töne, Bilder und Videos von Wildtieren aus der ganzen Welt zu sammeln und das Archiv zu erweitern.